# Neoformalismo

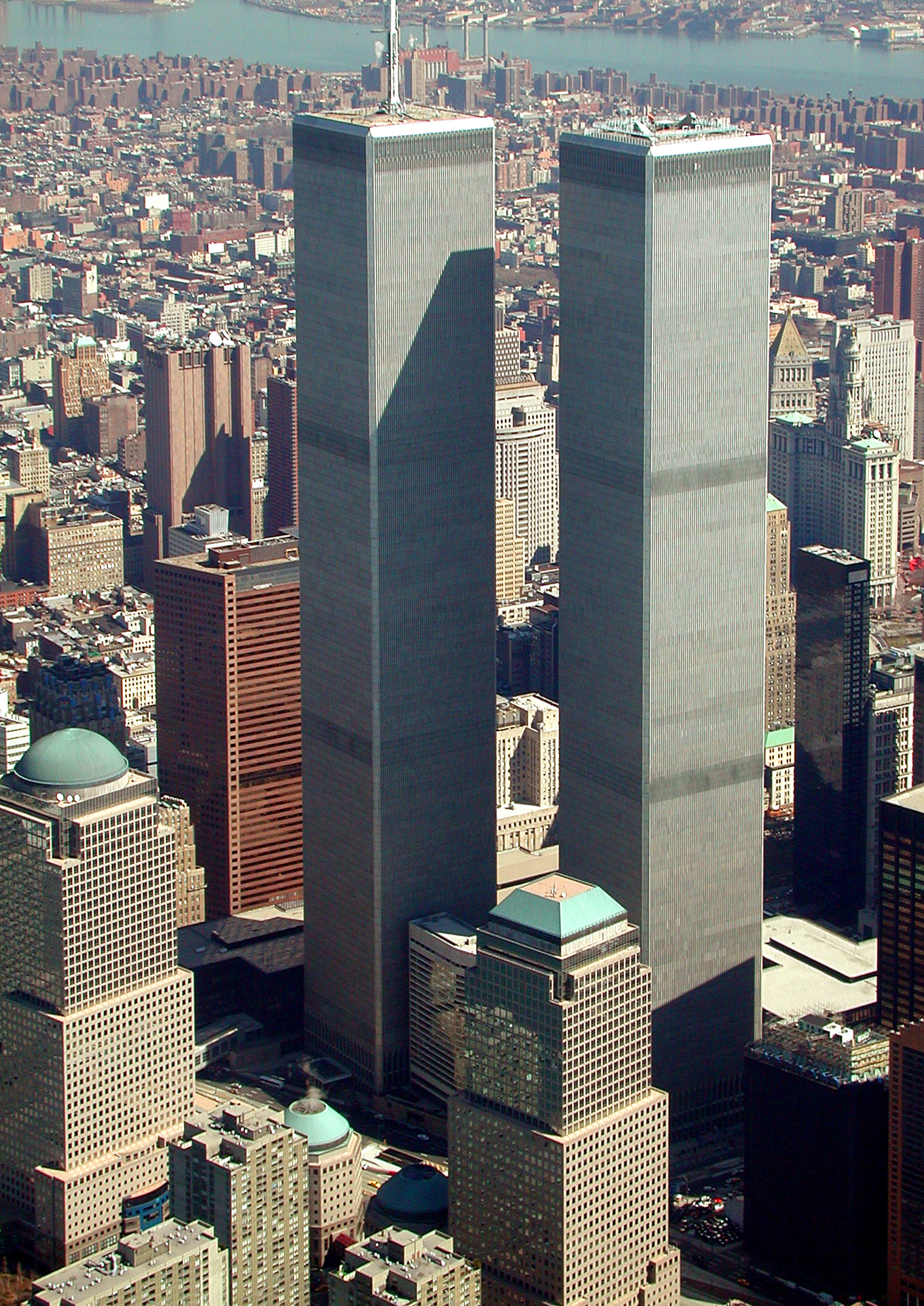
Las Torres Gemelas del World Trade Center.

El Neoformalismo es un estilo arquitectónico que surgió en la década de 1960 como un rechazo a los límites del modernismo americano. El estilo refleja el gusto por el clasicismo y es un esfuerzo de mediados de siglo para actualizar los estilos del pasado con las nuevas tecnologías y elementos de diseño. Este estilo se encuentra normalmente en edificios de alto perfil cultural, institucional y cívico.

## Descripción
Los edificios neoformalistas utilizan elementos clásicos, como arcos, columnatas y entablamentos, pero agregándoles nuevas técnicas de construcción y diseño aportadas por el Estilo Internacional, y usando materiales exteriores que los hagan parecer caros (como el mármol). Las superficies de estos edificios son siempre lisas, y los arcos se encuentran comúnmente o en la columnata o en los soportes de las columnas.

### Características
Son características principales del estilo:
- el uso de materiales tradicionalmente caros, como travertino, mármol, granito o materiales sintéticos que imitan la calidad y el lujo de los anteriores;
- las líneas y formas geométricas dominan la composición de los alzados de los edificios;
- normalmente los edificios tienen alzados simétricos;
- las superficies de estos siempre son lisas;
- a menudo se definen en la parte superior por una terminación plana;
- la repetición del motivo de arco es común;
- las columnas son un soporte común a lo largo de todas los alzados.[2]

## Edificios exponentes del Neoformalismo
Muchos consideran que la  Embajada de Estados Unidos en Nueva Delhi (1954), diseñada por Edward Durell Stone, fue el edificio que marco el inicio del movimiento neoformalista.
El Lincoln Center, uno de los centros de artes escénicas más grandes del mundo, está diseñado con este estilo.
Las torres gemelas del antiguo World Trade Center, diseñado por Minoru Yamasaki y destruidas en los atentados del 11 de septiembre de 2001, fueron tal vez los mayores exponentes de este estilo arquitectónico.
Otros exponentes de este estilo son: el edificio de Los Angeles Music Center y el Century Plaza Hotel en Los Ángeles, el Ambassador Auditorium en Pasadena, y el Kennedy Center for the Performing Arts, entre otros.
En el sur de California, el estilo fue mayormente aplicado en museos, auditorios y en los campus universitarios.

## Arquitectos influyentes en el Neoformalismo
Primariamente en el desarrollo del Neoformalismo había tres arquitectos: Edward Durell Stone, Philip Johnson y Minoru Yamasaki, los cuales habían alcanzado gran prominencia de trabajo en el estilo Internacional y otros tipos de estilos modernistas.